# 宛如处女
《宛如處女》（英語：Like a Virgin）是美國女歌手瑪丹娜第2張錄音室專輯，1984年11月12日由華納兄弟唱片公司旗下子公司Sire Records發行。1985年在北美以外地區重新改版發行，新版本增加了一首歌曲〈跟上旋律〉。這是瑪丹娜首張英、美冠軍專輯，在美銷售量經美國唱片業協會（RIAA）於1998年認證為鑽石唱片（銷售達1,000萬張）。

## 專輯 & 單曲

### 專輯簡介
《宛如處女》與瑪丹娜首張同名專輯的音樂路線並沒有太大差異，曲風仍是以流行舞曲為主軸，歌曲之間再混搭一些如新浪潮等樂風。瑪丹娜為這張專輯尋找新的題材，並再與她的前男友Stephen Bray一同創作，但完成的僅不到專輯的一半。直到她選擇了Nile Rodgers，兩人以很快的速度製作完整張專輯。
《宛如處女》的封面由Steven Meisel負責拍攝，瑪丹娜希望專輯的標題和封面，在與她同名的聖母瑪利亞名義下，挑戰基督教處女生育的概念，藉以彰顯她大膽挑釁的形象。

### 市場反應
在《宛如處女》發行後，許多音樂人給予它正反兩面的評價，有的人欣賞有的人則不喜歡，在樂評上這張專輯算是毀譽參半。滾石雜誌給這張專輯四顆星的評價。但在市場行銷上，《宛如處女》無疑是張成功的商業專輯，它除了為唱片公司帶來豐富的獲利之外，也將瑪丹娜的知名度打響於國際之間。

### 專輯成績
《宛如處女》不僅是瑪丹娜首張美國冠軍專輯，也是英國、德國、義大利、荷蘭、紐西蘭及西班牙等國家的冠軍專輯。美國唱片業協會（RIAA）認證這張專輯為鑽石唱片，代表它在美國有1,000萬張的銷售量。只是唱片公司最後為這張專輯向RIAA申請認證的時間是1998年5月21日，之後便未再重新申請認證，因此許多媒體和歌迷認為這張專輯在美國地區的銷售量必定遠高於1,000萬張。而《宛如處女》更在全球狂銷逾2,100萬張，成為名副其實的全球最暢銷專輯之一。
《宛如處女》除了銷售數字長紅之外，專輯和單曲在排行榜上的成績也不遑多讓。專輯在1985年2月9日擊敗了布魯斯·史普林斯汀的超級專輯《Born In The U.S.A.》登上了告示牌專輯榜冠軍，蟬連了三週榜首才被兩人男子樂團轟！合唱團的《Make It Big》請下王座。專輯在1985年年終專輯榜獲得第三名，僅次於布魯斯·史普林斯汀的《Born In The U.S.A.》和布萊恩·亞當斯的《Reckless》。《宛如處女》在英國也獲得專輯榜兩週冠軍，成為瑪丹娜首張英國冠軍專輯。

### 單曲成績
《宛如處女》一共發行了5首單曲，這5首單曲更是席捲了英美兩地排行榜的前5名。首支同名單曲〈宛如處女〉在1984年12月22日登上告示牌單曲榜榜首，成為瑪丹娜第一首美國冠軍單曲，它蟬連冠軍長達6週，直到隔年的2月2日才被外國人合唱團的〈I Want To Know What Love Is〉請下王座，銷售達金唱片，1985年年終排行第2名，僅次於威猛乐队的〈Careless Whisper〉。
第二支單曲〈拜金女孩〉礙於菲爾·柯林斯的〈One More Night〉擋在前面，獲得2週亞軍位置。接下來〈天使〉和〈盛裝打扮〉這兩首節奏輕快的流行舞曲，不約而同站上了單曲榜第5名，其中〈天使〉銷售達金唱片。
專輯改版增加收錄的單曲〈跟上旋律〉是電影《神秘約會》的主題曲，它是首動感好聽旋律易記的舞曲，但唱片公司考量到1985年瑪丹娜已經有4首單曲要發行，再加上5月11日已經有另一首冠軍電影主題曲〈為你瘋狂〉了，因此忍痛放棄〈跟上旋律〉在美國發行單曲的機會，只將這首歌收錄在〈天使〉的B面上市。不過失之東隅收之桑榆，〈跟上旋律〉在英國排行榜上成績告捷，成為瑪丹娜第一首英國冠軍單曲。這首歌也被雜誌《Spin》遴選為80年代最佳舞曲第一名。
瑪丹娜在1985年的年終百大單曲榜裡一共佔了5席，〈宛如處女〉第2名、〈為你瘋狂〉第9名、〈拜金女孩〉第58名、〈天使〉第81名以及〈盛裝打扮〉名列第98名。專輯《宛如處女》在該年的年終專輯榜名列第3名。
憑藉著這些優異的成績，瑪丹娜理所當然的成為1985年告示牌『最佳年度藝人』。環顧整個1980年代，只有三位(組)女性藝人獲得此項頭銜，除1985年的瑪丹娜外，還有1982年的加油合唱團以及1986年的惠妮·休斯頓獲得。此外，瑪丹娜也是1985年告示牌『最佳年度單曲藝人』，在兩年後，她又再次獲得此項殊榮。
此外，瑪丹娜在舞曲榜上創下前所未有的成就，1985年告示牌的『舞曲銷售量最高藝人』以及『舞廳最受歡迎藝人』得主都是她，同樣在兩年後，她再次以驚人的成績拿下『舞曲銷售量最高藝人』。西洋樂壇在瑪丹娜出現之前，舞曲榜尚未有人獲得兩次最佳銷售冠軍的紀錄。

## 樂壇影響
1985年瑪丹娜的聲勢如日中天，她的威力彷彿核彈炸開般，迅速的讓全球都感受到了這位流行巨星的魅力。她更破天荒的登上了時代雜誌的封面，每個國家的娛樂頭條新聞都少不了她；同一年她與性格男星西恩·潘的婚禮，更是成為八卦狗仔窮追猛打的主要對象。
為進一步宣傳專輯，1985年瑪丹娜開啟了生平第一次巡迴演唱會「The Virgin Tour」，不過場次只限北美地區。她的歌曲〈宛如處女〉及〈拜金女孩〉，引起了保守主義人士的批評，但同時吸引了許多年輕女性模仿瑪丹娜在音樂影片中的形象，這點在《Madonna Live - The Virgin Tour》實況紀錄影音中亦可發現，在場的女歌迷們無不將自己都打扮成她。據作者J. Randy Taraborrelli指出：“每名成功的藝人，都至少有一張不論在評論及商業上都獲取成功的專輯為他們的事業帶來傳奇一刻，對於瑪丹娜來說，《宛如處女》是她音樂事業上傳奇的一刻。”
《宛如處女》最終成為了1980年代的文化象徵之一，它代表著當代美國人對傳統保守價值觀念的改變，也代表著新生代年輕人影響著美國龐大的經濟消費，更代表著一顆閃耀全球的流行巨星自此誕生。

## 曲目
| 曲序 | 曲目                         | 词曲                           | 时长 |
| ---- | ---------------------------- | ------------------------------ | ---- |
| 1.   | Material Girl                | Peter Brown Robert Rans        | 4:00 |
| 2.   | Angel                        | Madonna Bray                   | 3:56 |
| 3.   | Like a Virgin                | Tom Kelly Billy Steinberg      | 3:38 |
| 4.   | Over and Over                | Madonna Bray                   | 4:12 |
| 5.   | Love Don't Live Here Anymore | Miles Gregory                  | 4:47 |
| 6.   | Dress You Up                 | Andrea LaRusso Peggy Stanziale | 4:01 |
| 7.   | Shoo-Bee-Doo                 | Madonna                        | 5:16 |
| 8.   | Pretender                    | Madonna Bray                   | 4:30 |
| 9.   | Stay                         | Madonna Bray                   | 4:07 |

| 1985年重新發行版本曲目列表 | 1985年重新發行版本曲目列表   | 1985年重新發行版本曲目列表 | 1985年重新發行版本曲目列表 |
| 曲序                       | 曲目                         | 词曲                       | 时长                       |
| -------------------------- | ---------------------------- | -------------------------- | -------------------------- |
| 1.                         | Material Girl                | Peter Brown Robert Rans    | 4:00                       |
| 2.                         | Angel                        | Madonna Bray               | 3:56                       |
| 3.                         | Like a Virgin                | Tom Kelly Billy Steinberg  | 3:38                       |
| 4.                         | Over and Over                | Madonna Bray               | 4:12                       |
| 5.                         | Love Don't Live Here Anymore | Miles Gregory              | 4:47                       |
| 6.                         | Into the Groove              | Madonna Bray               | 4:43                       |
| 7.                         | Dress You Up                 | LaRusso Stanziale          | 4:01                       |
| 8.                         | Shoo-Bee-Doo                 | Madonna                    | 5:16                       |
| 9.                         | Pretender                    | Madonna Bray               | 4:30                       |
| 10.                        | Stay                         | Madonna Bray               | 4:07                       |

| 2001年重新灌錄版本附加曲目 | 2001年重新灌錄版本附加曲目            | 2001年重新灌錄版本附加曲目 | 2001年重新灌錄版本附加曲目 |
| 曲序                       | 曲目                                  | 词曲                       | 时长                       |
| -------------------------- | ------------------------------------- | -------------------------- | -------------------------- |
| 10.                        | Like a Virgin（Extended Dance Remix） | Kelly Steinberg            | 6:08                       |
| 11.                        | Material Girl（Extended Dance Remix） | Brown Rans                 | 6:07                       |

備註
- 〈Into the Groove〉只收錄於北美以外地區的重新發行版本。它並沒有收錄在美國發行版本及2001年重新灌錄版本。[2]

## 單曲排行成績
| 年份 | 歌曲     | 美國單曲榜 | 美國舞曲榜 | 英國單曲榜 |
| ---- | -------- | ---------- | ---------- | ---------- |
| 1984 | 宛如處女 | 1 (6週)    | 1 (4週)    | 3          |
| 1985 | 拜金女孩 | 2          | 1          | 3          |
| -    | 天使     | 5          | 1          | 5          |
| -    | 跟上旋律 | -          | -          | 1 (4週)    |
| -    | 盛裝打扮 | 5          | 3          | 5          |

## 引用出處
1. ↑   (CD, Vinyl, Cassette) (音像媒体说明). Sire Records, Warner Bros. Records. 1984. 已忽略未知参数|notestitle= (帮助); 已忽略未知参数|artist=（建议使用|others=） (帮助)
2. ↑  Rooksby 2004，第15頁

## 外部連結
- Madonna.com > Discography(音樂作品) > Like A Virgin